# Zenochloris freyi
Zenochloris freyi là một loài bọ cánh cứng trong họ Cerambycidae.